# Sabre modèle 1821

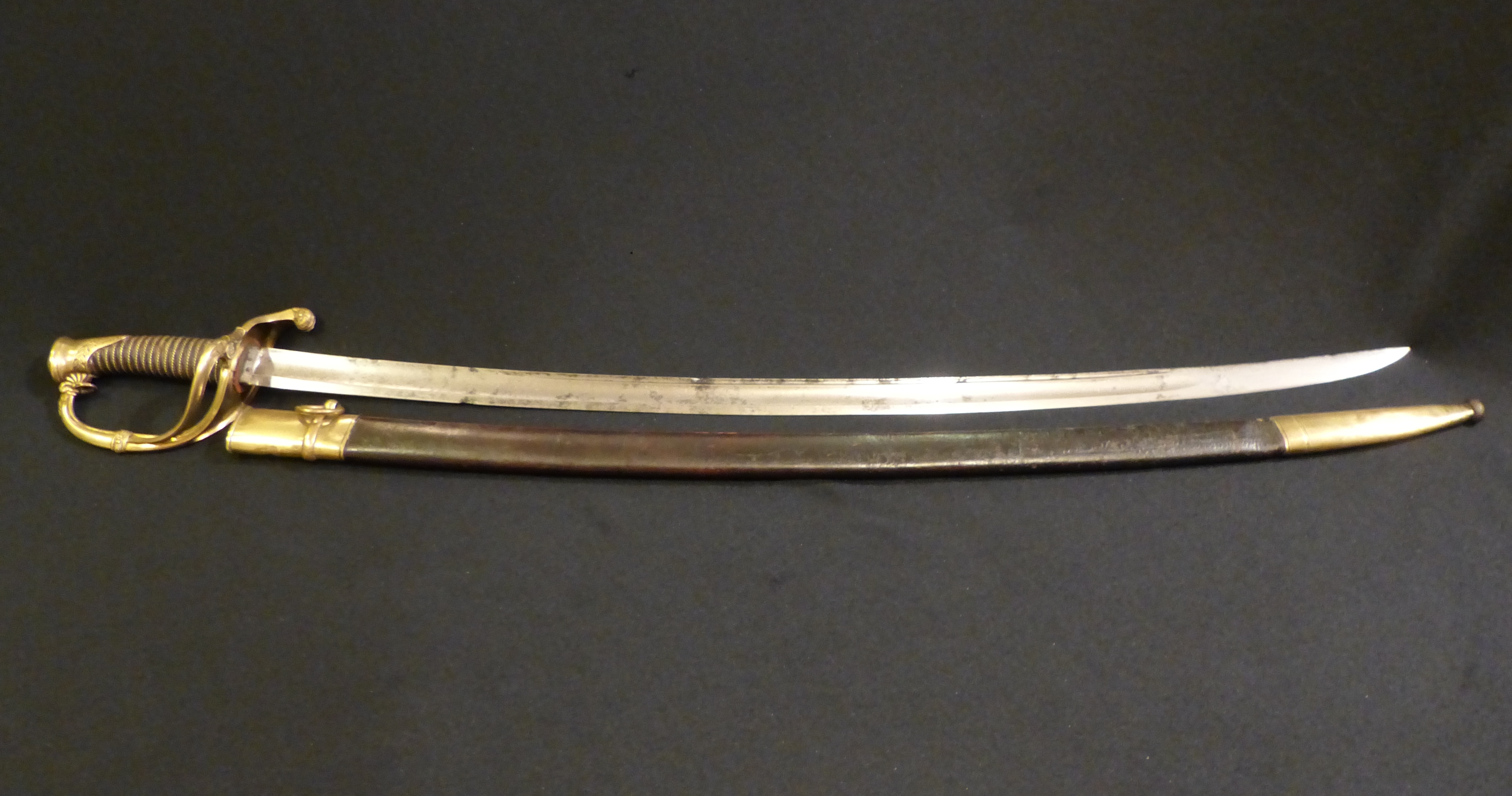
Sabre modèle 1821 d'officier d'infanterie

Le sabre modèle 1821 est un sabre français pour officier d'infanterie. Il est le premier sabre réglementaire pour les officiers d'infanterie de l'armée française.

## Description
Le sabre modèle 1821 est proposé dès 1817, mais ne fut adopté par le maréchal Victor que le 31 juillet 1821, d'où son appellation.
Il est utilisé par les officiers d'infanterie jusqu'en 1845, date de l'adoption du nouveau modèle 1845, puis est adopté à nouveau en 1854 par les sous-officiers de la garde impériale de Napoléon III, en subissant quelques changements. Après 1870, il sera encore porté par les sous-officiers de la justice militaire.
Il en existe aussi plusieurs variantes, par exemple pour la garde nationale, la garde royale, et pour les élèves officiers des écoles militaires (avec mention « donné par le Roi »).

## Caractéristiques

### Sabre modèle 1821 d'officier d'infanterie
En 1821 les officiers d'infanterie sont dotés, en plus l'épée qu'ils portaient depuis des siècles, de ce sabre qui ne changera quasiment pas pendant soixante ans. Il équipa les officiers supérieurs et subalternes, ainsi que les adjudants sous-officiers (pour ces derniers, la monture n'est pas dorée mais juste polie).
Caractéristiques réglementaires de l'arme lors de sa mise en service :
- longueur de la lame : 75,8 cm
- type de lame : lame courbe type montmorency, un pan creux et une gouttière au fort
- flèche : ≃ 2 cm
- largeur au talon : 2,7 à 3 cm
- monture : en laiton doré, avec une petite branche secondaire
- poignée : bois encordé recouvert de basane, avec filigrane en cuivre doré
- fourreau : cuir noir, deux garnitures en cuivre doré, avec un bracelet de bélière ou une chape à bouton

### Sabre modèle 1821 modifié 1854
Dès le rétablissement de la Garde Impériale par Napoléon III, les sous-officiers sont dotés du modèle 1821 qui subit quelques modifications.
La lame reste identique, mais maintenant le modèle de l'arme est gravé sur le dos. La corne de buffle noircie remplace la fusée en bois, et les dorures sont supprimées. Le fourreau est désormais en cuir comprimé.